# Tobías Leiva
Tobías Manuel Leiva (Ingeniero Budge, Buenos Aires, 9 de febrero de 2004) es un futbolista argentino. Juega de volante en el Club Atlético Aldosivi de la Primera División de Argentina.

## Trayectoria

### River Plate
Surgido de las inferiores de River Plate, hizo su debút no oficial el 15 de noviembre de 2023 frente a Colo-Colo dónde convirtió. Con Martin Demichelis cómo entrenador íntegro varias veces el banco de suplentes sin lograr ingresar.

### Aldosivi
En enero de 2025 se confirma su cesión por una temporada a Aldosivi, club recientemente ascendido a Primera.

## Estadísticas

### Clubes
Actualizado al último partido disputado el 15 de agosto de 2025.
| Club | Div.          | Temporada     | Liga  | Liga  | Liga   | Copas Nacionales (1) | Copas Nacionales (1) | Copas Nacionales (1) | Copas Internacionales (2) | Copas Internacionales (2) | Copas Internacionales (2) | Total | Total | Total  |
| Club | Div.          | Temporada     | Part. | Goles | Asist. | Part.                | Goles                | Asist.               | Part.                     | Goles                     | Asist.                    | Part. | Goles | Asist. |
| --- | ------------- | ------------- | ----- | ----- | ------ | -------------------- | -------------------- | -------------------- | ------------------------- | ------------------------- | ------------------------- | ----- | ----- | ------ |
| C. A. Aldosivi Argentina | 1.ª           | 2025          | 17    | 2     | 0      | 2                    | 0                    | 1                    | 0                         | 0                         | 0                         | 19    | 2     | 1      |
| C. A. Aldosivi Argentina | Total club    | Total club    | 17    | 2     | 0      | 2                    | 0                    | 1                    | 0                         | 0                         | 0                         | 19    | 2     | 1      |
| Total carrera | Total carrera | Total carrera | 17    | 2     | 0      | 2                    | 0                    | 1                    | 0                         | 0                         | 0                         | 19    | 2     | 1      |
| (1) Las copas nacionales se refiere a la Copa Argentina, a la Copa de la Liga Profesional y el Trofeo de Campeones. (2) Las copas internacionales se refiere a la Copa Libertadores y la Copa Sudamericana. |               |               |       |       |        |                      |                      |                      |                           |                           |                           |       |       |        |